# 基利金斯科耶湖
基利金斯科耶湖是俄羅斯的大型淡水湖，位於摩爾曼斯克州內的科拉半島北部，屬於巴倫支海流域，距離摩爾曼斯克5公里，海拔71米，長8公里、闊1公里，湖水主要來自溶雪和雨水，湖中有數個小島。